# البنادق اليابانية المضادة للمدرعات (البندقية نوع 97 المضادة للدبابات)
البندقية نوع 97 المضادة للدبابات سلاح ياباني : عندما يصل المدى إلى البندقيات المضادة للدبابات , طاقم وموظفي الجنرال الياباني قرروا الذهاب إلى تصميم عصري وصناعة بندقية تطلق ذخيرة عيار 20 مم أو 0.79 إنش وكل هذا برز في بندقية النوع 97 المضادة للدبابات وعلى الرغم من أنها أقوى سلاح من هذا النوع بالنسبة لغيرها من الأسلحة المماثلة لها إلا أنها ثقيلة للغاية تزن 148.8 باوند أو 67.5 كغ عندما تكون تحمل مع ذخيرتها وتزن 114 باوند أو 51.75 كغ وقت ما توضع على الأرض وكثير من هذا الوزن ناتج عن تبني آلة التشغيل الغازي للأسلحة التي كانت مغلقة بواسطة قفل مؤخرة مائل، الذخيرة كانت تغذى من مخزن سبع طلقات من أعلى السلاح.

## السلاح عن قرب ( كيفية الاستعمال )
فور ما يوضع السلاح على الأرض يستخدم لتثبيت السلاح ولكي يلائم الجندي في كافة أوضاعه حامل ثنائي يوضع على مقدم السلاح وحامل أحادي القدم عند عقب ( كعب ) السلاح وبالرغم من الارتداد العنيف للسلاح لكنه كان يقصد عند استعماله أن يوجه وتطلق منه النيران بعد تثبيت كعب السلاح على الكتف لأنه لم يؤذِ المستخدم إذا ثبت من كتف الرامي، بشكل عام كان يحمل السلاح من قطبين أو ممسكين بواسطة رجلين اثنين ولكن غالبا كان يستخدمه 4 رجال ويمكن إضافة درع صغير للحماية ولهذا الدرع يمكن إضافة قضيب يشبه مقاود الدراجات وهذا التركيب الزائد كان يزال لتخفيف الوزن وأحد هذين الممسكين كان يمكن أن يوضع تحت كعب السلاح .

## في المعركة
في المعركة سلاح النوع 97 كان غالبا صعب اكتشافه وهو طويل وسلاح منخفض، خلال الأشهر الأولى من حملة المحيط الهادئ السلاح أثبت نفسه كسلاح مفيد ضد الدبابات الخفيفة لكن بالنسبة للدبابات الأكبر والأثقل كتأثيرها مثلا على الدبابة الأمريكية أم 4 شيرمان فقد فقدت قيمتها وتأثيرها وكأفضل حال كانت تستطيع اختراق درع سماكته 30 مم أو 1.18 إنش بشرط أن يضرب الدرع من مسافة 250 م أو 273 ياردة باختصار أي مدرعة ثقيلة لم تستخدم بكثرة عليها .
لكن اليابانيين لم يتخلصوا تدريجيا من السلاح عندما كانوا بعيدين عن تطوير السلاح عن جعل هذه البندقية تنبذ وتهمل لكن تم الاحتفاظ به لكن ليس في المقام الأول عند مواجهة المدرعات وكثير من هذه الأسلحة تم وضعها كأسلحة دفاعية عند الجزر اليابانية في المحيط الهادي حيث كانت تؤثر على الناقلات البحرية ( Landing craft vehicles ) وعلى المدرعات البرمائية ( Amphibious landing vehicles )
و كان من الممكن تثبيت قاذف قنابل على السلاح ( Grenade launcher ) ولها طريقة يمكن التعرف عليها ز هذه الفكرة كانت نسخة من القاذف الألماني للقنابل المسمى بالألمانية ( Schiessbecker ) وأيضا استعمل اليابانيون قنابل مشابهة للقنابل الألمانية المستخدمة في ذلك والسلاح بشكل عام لم بستخدم على نطاق واسع وكان قاذف القنابل عند اليابانيين يسمى النوع 2 ( Type 2 ) من النسخة الألمانية التي تسمى ( Gewehr Panzergranate ) وكان عيار القنبلة المقذوفة 30 أو 40 مم .

## الانتشار
بشكل عام لم يتم صناعة عدد كبير منه بسبب تعقيده وكلفته العالية وبعد عام 1942 معدات السلاح كانت محدودة وبالنسبة للذخيرة كانت على عدة أشكال منها طلقة متفجرة وطلقة متفجرة حارقة وطلقة للتدريب والطلقة المختصة بالمدرعات كان لها جسم صلب فولاذي .

## الخصائص
مذكورة في الجدول أعلاه

## وصلات خارجية
- http://world.guns.ru/atr/jap/type-97-e.html معلومات بسيطة رئيسية إنجليزي
- http://www.militaryfactory.com/smallarms/detail.asp?smallarms_id=241 معلومات بسيطة رئيسية إنجليزي